# Реймс (писта)
Реймс-Жуе е писта за провеждане на автомобилни и мотоциклетни състезания, намираща се в Реймс, Франция.

## Име
Пистата е известна повече като „Реймс“, името идва от град Реймс във Франция. Приема Формула 1 в периода 1950-1951, 1953-1966. След 1966 заради финансови проблеми и прекалено ниска безопасност пистата е извадена от календара на Формула 1. Приемала е и състезания със спортни автомобили, както и МогоГп в периода 1954-1955. Тук през 1958 година загива италианският пилот на Ферари Луиджи Мусо. През 1972 пистата официално е затворена заради финансови проблеми.

## Победители във Формула 1
| Година | Пилот                              | Конструктор    | Писта | Статистика |
| ------ | ---------------------------------- | -------------- | ----- | ---------- |
| 1966   | Джак Брабам                        | Брабам-Репко   | Реймс | Статистика |
| 1963   | Джим Кларк                         | Лотус-Клаймакс | Реймс | Статистика |
| 1961   | Джанкарло Багети                   | Ферари         | Реймс | Статистика |
| 1960   | Джак Брабам                        | Купър-Клаймакс | Реймс | Статистика |
| 1959   | Тони Брукс                         | Ферари         | Реймс | Статистика |
| 1958   | Майк Хоторн                        | Ферари         | Реймс | Статистика |
| 1956   | Питър Колинс                       | Ферари         | Реймс | Статистика |
| 1954   | Хуан Мануел Фанджо                 | Мерцедес       | Реймс | Статистика |
| 1953   | Майк Хоторн                        | Ферари         | Реймс | Статистика |
| 1951   | Луиджи Фаджиоли Хуан Мануел Фанджо | Алфа Ромео     | Реймс | Статистика |
| 1950   | Хуан Мануел Фанджо                 | Алфа Ромео     | Реймс | Статистика |